# Park Yeon-sun
Park Yeon-sun (ur. 1991 r. w Seulu) – południowokoreańska aerobczka, mistrzyni świata.
Pierwszy występ na mistrzostwach świata zaliczyła w 2012 roku w Sofii. W rywalizacji kroków zajęła piąte miejsce, natomiast w zawodach indywidualnych nie zdołała awansować do finału. Dwa lata później w 2014 w Cancún powtórzyła wynik, jaki miała w krokach i nie awansowała do finału w zawodach indywidualnych. Reprezentacja Korei Południowej została sklasyfikowana na czwartej pozycji w klasyfikacji drużynowej. W 2016 roku w Inczon ponownie powtórzyła sukces sprzed dwóch i czterech lat, zajmując piąte miejsce w rywalizacji kroków. Na koniec zawodów indywidualnych uplasowała się na szóstym miejscu. W 2018 roku podczas mistrzostw świata w Guimarães zdobyła złoty medal w tańcu. W zawodach grupowych zajęła siódme, a w indywidualnych – ósme miejsce.
Wystąpiła na World Games 2017 we Wrocławiu. W rywalizacji kroków nie zdołała awansować do finału.
Jest studentką Sejong University na kierunku wychowania fizycznego.